# رودري (لاعب كرة قدم مواليد 1990)
رودري (بالإسبانية: Rodrigo Ríos Lozano)‏ هو لاعب كرة قدم إسباني في مركز الهجوم، ولد في 6 يونيو 1990 في سوريا في إسبانيا. شارك مع منتخب إسبانيا تحت 21 سنة لكرة القدم. أما مع النوادي، فقد لعب مع إشبيلية أتلتيكو وريال بلد الوليد وريال سرقسطة وشيفيلد وينزداي وميونخ 1860 ونادي ألميريا ونادي إشبيلية ونادي برشلونة ب ونادي برشلونة.

## وصلات خارجية
- رودري (لاعب كرة قدم مواليد 1990) على موقع الاتحاد الأوربي (الإنجليزية)
- رودري (لاعب كرة قدم مواليد 1990) على موقع قاعدة بيانات كرة القدم.إي يو (الإنجليزية)
- رودري (لاعب كرة قدم مواليد 1990) على موقع Soccerbase.com (لاعب) (الإنجليزية)
- رودري (لاعب كرة قدم مواليد 1990) على موقع Soccerway.com (الإنجليزية)
- رودري (لاعب كرة قدم مواليد 1990) على موقع عالم كرة القدم.نت (الإنجليزية)
- رودري (لاعب كرة قدم مواليد 1990) على موقع AS.com (الإسبانية)